# Дурасов, Михаил Зиновьевич
Михаил Зиновьевич Дурасов (1772—1828) — генерал-лейтенант русской императорской армии.

## Биография
Происходил из российских дворян Дурасовых: отец — владелец села Никулино, коллежский советник Зиновий Тимофеевич Дурасов (1723—1790)); мать — сестра Михаила Никитича Кречетникова, Екатерина Никитична. Его старшие братья: генерал-майор Андрей Зиновьевич (1755—1837); майор Александр Зиновьевич (1758—1826).
Со 2 декабря 1778 года начал службу пажом при дворе Екатерины II; с 11 марта 1785 года — камер-паж.
С 6 августа 1787 года — поручик лейб-гвардии Семёновского полка. С 18 марта 1790 года состоял «генеральс-адъютантом» у родного дяди, генерал-аншефа графа Михаила Никитича Кречетникова.
Произведён в чин подполковника 20 февраля 1791 года и 11 марта «по производству определён в Астраханский гренадерский полк». Участвовал в Русско-польской войне 1792 года, состоя в резервном отряде во 2-м корпусе под командованием литовского генерал-майора Шимона Коссаковского под Вильно, а затем при генерал-майоре Ф. П. Денисове под Кременем. В 1793 году «Всемилостивейше пожалован сперва апреля 20-го полковником, а потом сентября 6-го 1793-го года за вышеозначающуюся отличность в сражении орденом Св. Равноапостольного Князя Владимира 4-й степени».
30 апреля 1797 года был награждён орденом Св. Анны 2-й степени.
С присвоением 15 сентября 1797 года чина генерал-майора, 24 сентября он был назначен шефом Ярославского мушкетёрского полка . С 19 мая 1799 года М. З. Дурасов — генерал-лейтенант. Участвовал в походе в Швейцарию в составе корпуса генерала А. М. Римского-Корсакова, руководил одним из отрядов русской армии в ходе неудачного Цюрихского сражения. 11 октября 1799 года вышел в отставку.
В конце XVIII века в Тульской, Симбирской, Саратовской и Рязанской губерниях имел крепостных крестьян более двух с половиной тысяч.
Умер 2 (14) июня 1828 года. Похоронен в Симонове монастыре близ церкви Сошествия Святого Духа. Позже в монастыре были похоронены его жена (1835), зять (1848) и дочь (1877).

## Награды
- орден Св. Владимира 4-й ст. (1793)
- орден Св. Анны 2-й ст. (1797)

## Семья
Жена — Аграфена Алексеевна Дурасова (1775—15.12.1835), дочь премьер-майора А. Н. Дурасова и сестра Н. А. Дурасова; создательница усадьбы Горки. У них дочери:
- Аграфена (Агриппина; 1795—1877), в 1818 году вышла замуж за А. А. Писарева.
- Екатерина (ум. 1876), вскоре после сестры вышла замуж за Петра Григорьевича Полякова (1794—1870), состоявшего адъютантом у Писарева, в будущем генерал-майора. Брак был заключен по любви и против воли её родителей. Мадам Дурасова долго сердилась на дочь и давала ей только 10 тысяч рублей в год на расходы. По словам Г. И. Филипсона, Екатерина Михайловна была «плохо образована, русского языка не знала, бренчала на фортепиано, рисовала цветы и читала французские романы и стихи, была капризна и не отличалась супружеской верностью. Муж смотрел на это сквозь пальцы и платил той же монетой. По наружности, их жизнь шла тихо и гладко»[4]. Похоронена в некрополе Фёдоровской церкви Александро-Невской лавры.

## Источник
- Документы о М. З. Дурасове, найденные в Российском Государственном Военно-Историческом Архиве (Москва) Михаилом Юрьевичем Катиным-Ярцевым (ноябрь 2003г.)